# 3929 Кармельмарія
3929 Кармельмарія (3929 Carmelmaria) — астероїд головного поясу, відкритий 16 листопада 1981 року.
Тіссеранів параметр щодо Юпітера — 3,525.